# Домашній сир
Домашній сир (тваріг, будз)  — різновид кисломолочного сиру, виготовлений у «домашніх» умовах з самосквашеного домашнього молока отриманого від тварин, що утримуються в особистих підсобних господарствах населення. «Домашнім сиром» його називають для того, щоб відрізнити від «заводського» сиру, що виготовлений промисловим способом. Сир кисломолочний «домашнього» виробництва реалізується на агропродовольчих ринках. Промислова технологія виготовлення сиру кисломолочного передбачає сквашування пастеризованого молока. Для підвищення рівня безпечності кисломолочного сиру «домашнього» виробництва актуальним є дослідження з визначення і вибору додаткових санітарно–показових мікроорганізмів, які б характеризували загальний санітарно–гігієнічний стан виробництва кисломолочного сиру, умови його зберігання і реалізації.

## Приготування
Для цього свіже молоко поміщають у тепле місце на 12–24 години для сквашування, яке відбувається за допомогою молочнокислих бактерій, що містяться в молоці. Потім посуд зі сквашеним молоком поміщають на 10-15 хвилин у парову баню для згортання згустка, регулюючи температуру (50–55° С) та слідкуючи за відділенням сироватки. Зварений згусток викладають на друшляк, вистелений марлею, дають стекти сироватці, скручують тканину до утворення твердої головки.
Сир можна зберігати за температури до +8 °C не більше як 72 години.
Домашній сир широко застосовують для приготування різноманітних страв української кухні: сирників, начинок для вареників, налисників та пирогів, запіканок, закусок та десертів. Варто зауважити також, що в домашньому сирі міститься казеїн, який засвоюється 6–8 годин (хоча деякі джерела, такі як таблиці засвоєння продуктів, стверджують, що домашній сир засвоюється 2 години) — це треба враховувати при виборі часу й мети вживання сиру.

## Хімічний склад та споживні властивості
Харчова цінність сиру на 100 грамів продукту:
- Вуглеводи — 2 г
- Жири — 9 г
- Білки — 16,7 г
- Калорійність сиру — 155,3 кКал

Склад вітамінів
- Вітамін PP (ніацінового еквівалент) — 3,1722 мг
- Вітамін C — 0,5 мг
- Вітамін В2 (рибофлавін) — 0,3 мг
- Вітамін B1 (тіамін) — 0,04 мг
- Вітамін A (РЕ) — 80 мкг
- Вітамін PP — 0,4 мг
- Вітамін A — 0,08 мг

Макроелементи:
- Фосфор — 220 мг
- Калій — 112 мг
- Натрій — 41 мг
- Магній — 23 мг
- Кальцій — 164 мг

Мікроелементи:
- Залізо — 0,4 мг

В основному, сир поділяють за його жирності на:
- Жирний сир — 18 % жирності
- Сир середньої жирності — 9 % жирності
- Нежирний (дієтичний) сир — 3 % жирності

Білковий склад, залежно від жирності, може становити від 12 г білка до 20 г білка на 100 г сиру. Білки сиру мають у складі багато незамінних амінокислот, особливо метіоніну, і фосфатидів (холін, лецитин).
Титрована кислотність сиру коливається від 220 до 270°Т. Вміст вологи — від 63 до 77 %.

## Назва в українській мові
Словом «сир» (без уточнення) називають два різні кисломолочні продукти: власне сир і домашній, свіжий сир. Назви «домашній сир» чи «кисломолочний сир» не усталені в українській мові: тверді сири з'явилися порівняно недавно (XIX ст.) й виникла необхідність розрізняти ці два поняття. Слово «тва́рог» («творіг», «тварі́г», «твару́г») засвідчене лише в небагатьох словниках, навіть у словнику Грінченка і «СУМ-11» воно відсутнє. Хоча воно існує в багатьох слов'янських мовах (біл. тварог, рос. творог, пол. twaróg, чеськ. і словац. tvaroh < прасл. *tvarogъ — очевидно, від *tvoriti), у сучасній українській мові його вживання вважається невідповідним літературній нормі. «Сир» як назва домашнього сиру є в назвах продуктів на його основі (вареники з сиром, сирники тощо).
У мовах світу цей продукт може називатися як окремим словом (нім. Quark, трансліт. Кварк), так і складеним терміном — що містить «сир» (фр. fromage frais, англ. curd cheese, cottage cheese, farmer cheese).

## Галерея

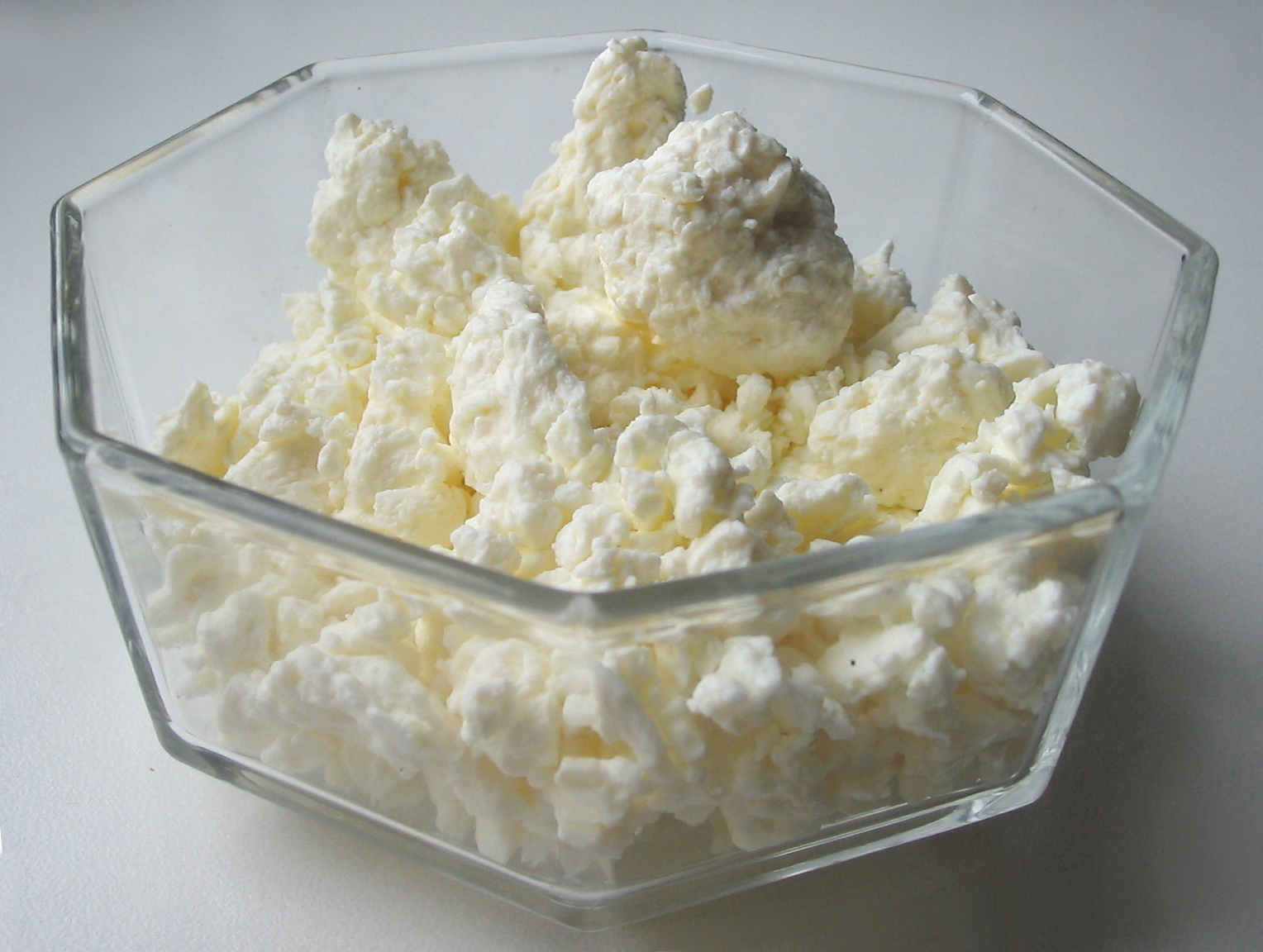
Домашній сир
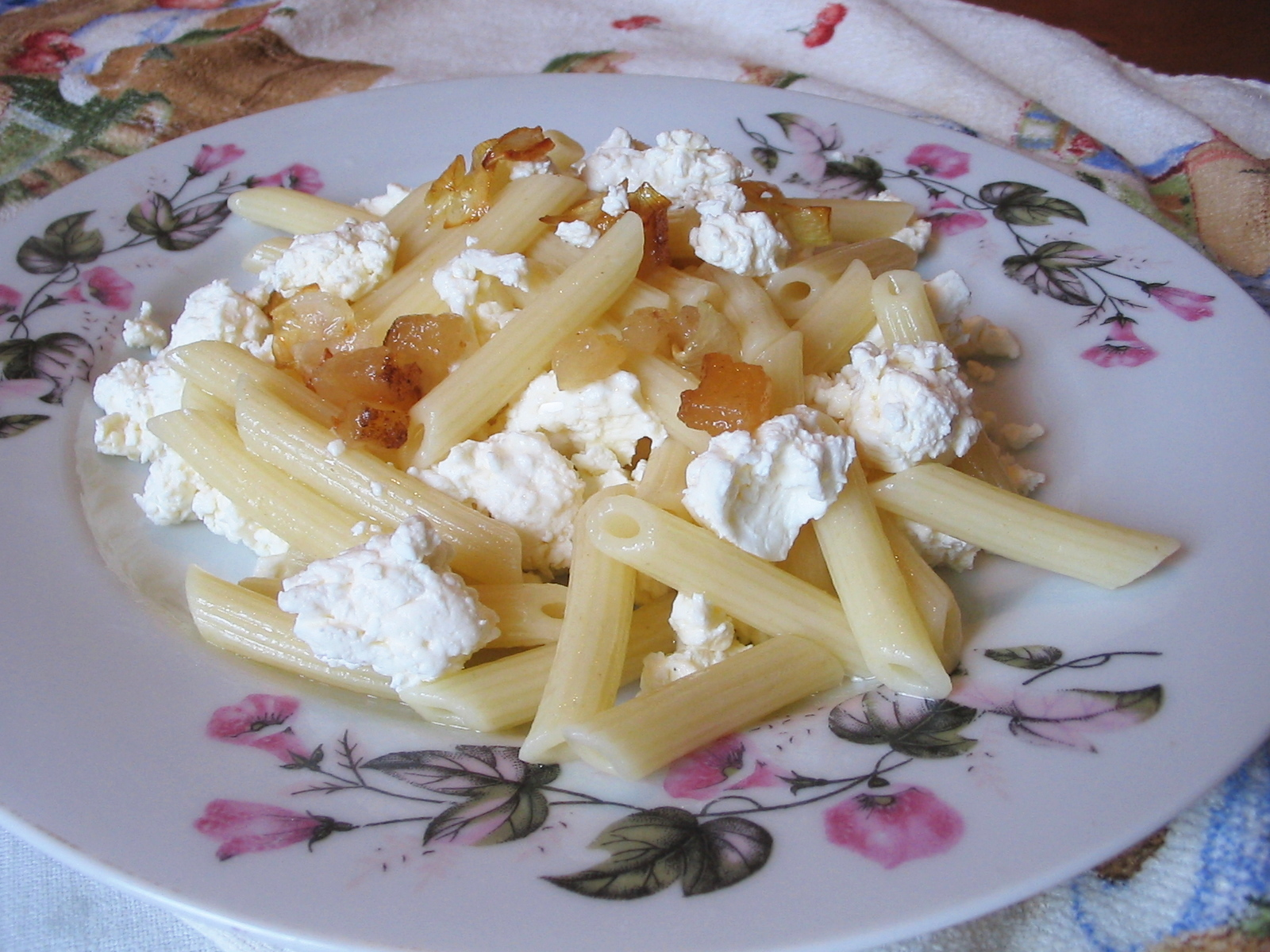
Домашній сир з відвареними макаронами
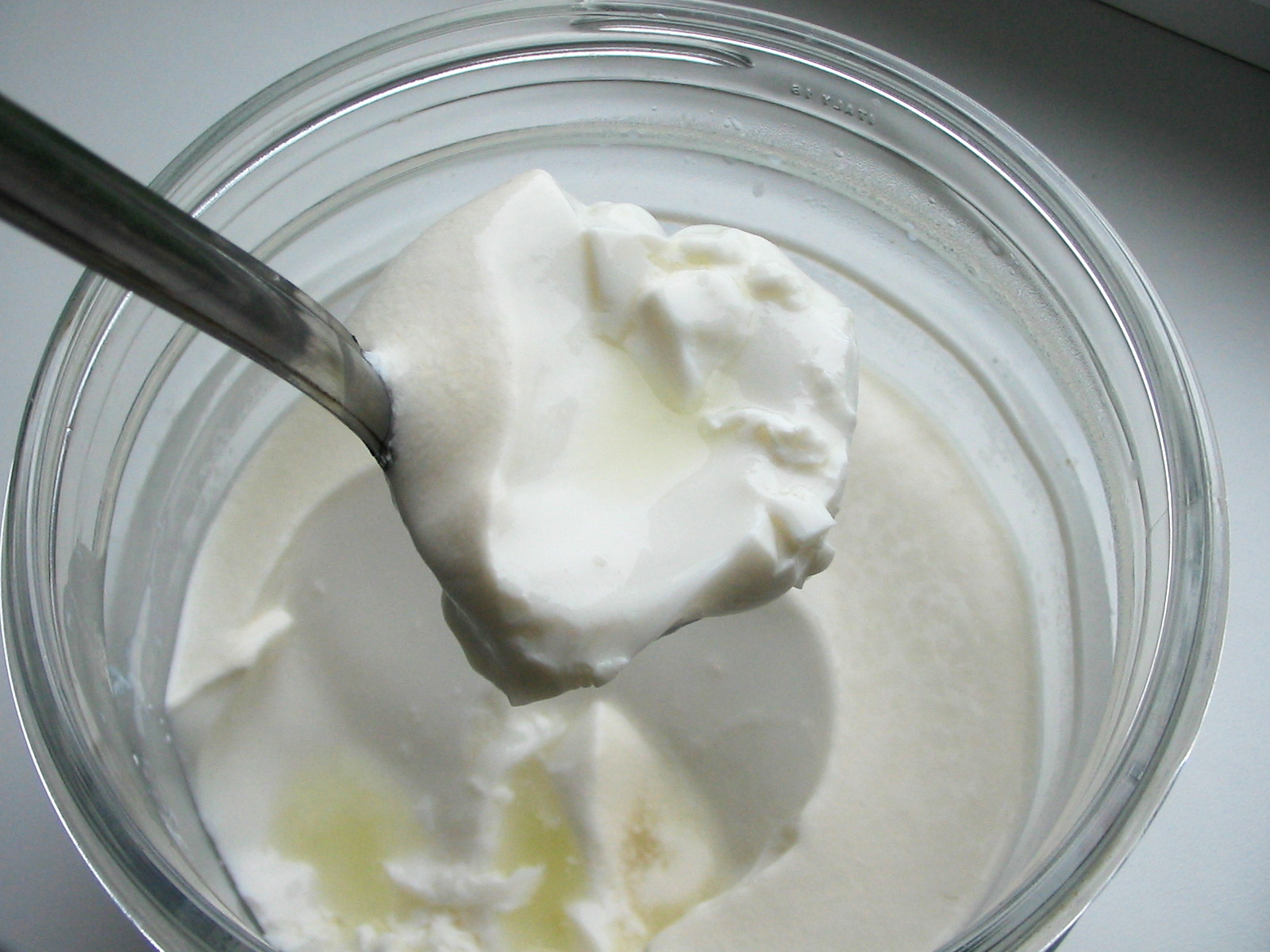
Сквашене молоко для виробництва сиру
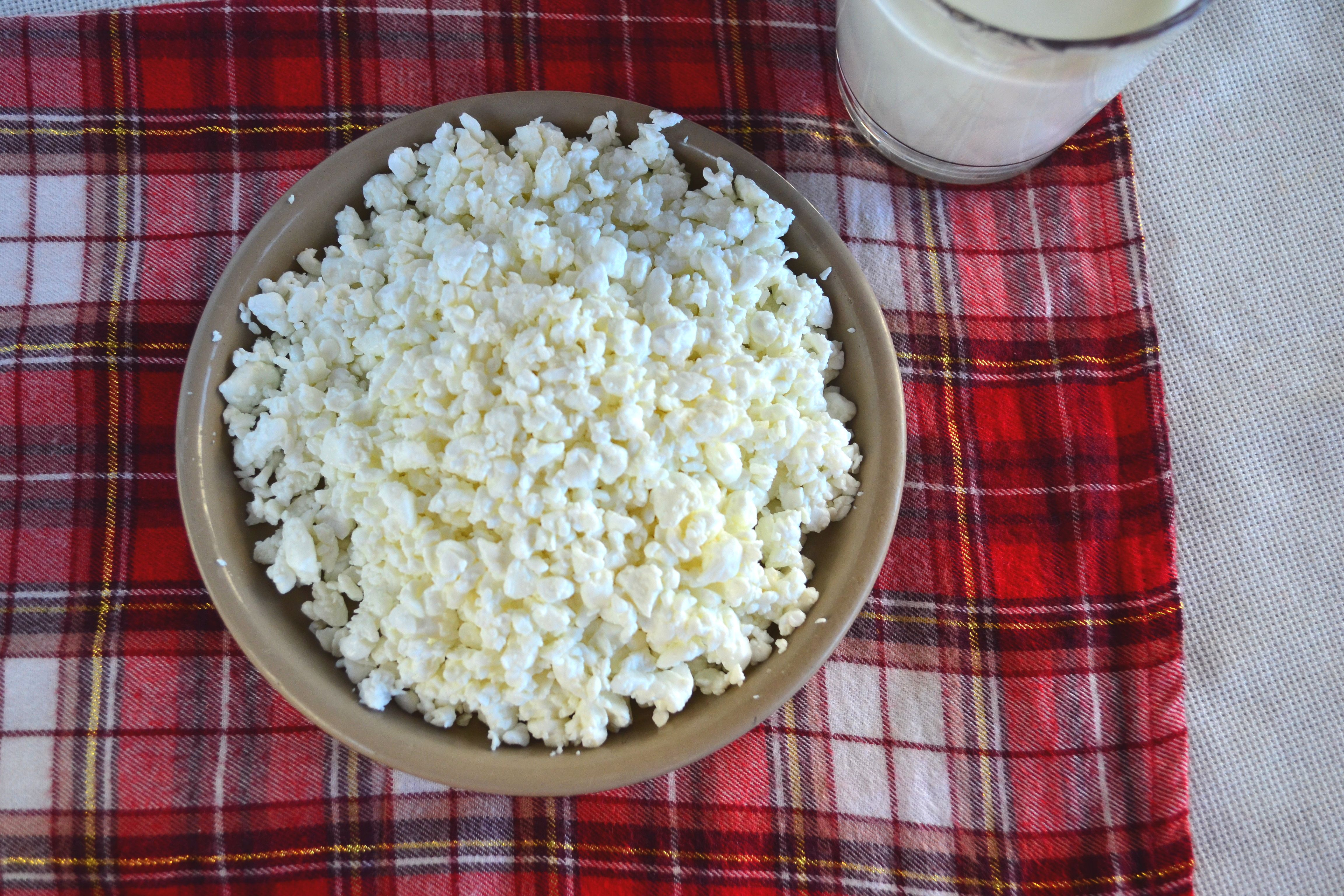
Кисломолочний сир
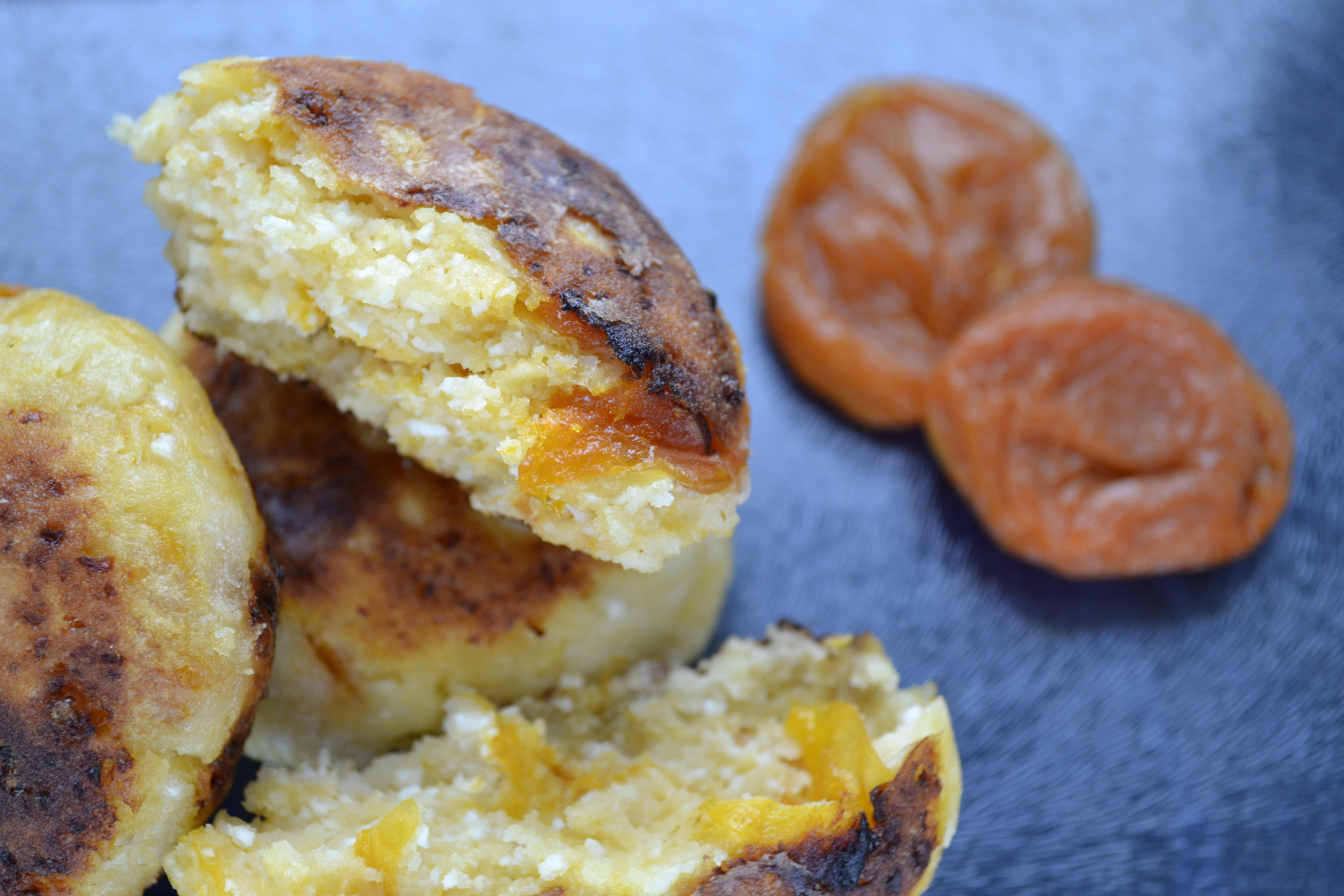
Сирники з курагою

## Коментар
1. ↑  Паралель у романських мовах: фр. fromage і італ. formaggio («сир») за походженням пов'язані з лат. forma («форма», «утворення»)[5]
2. ↑  Слово Quark (запозичене також до англійської у формі quark) походить від сер.-в.-нім. twarc — слова слов'янського походження (від н.-луж. twarog < прасл. *tvarogъ)[6]